# 清水廣吉

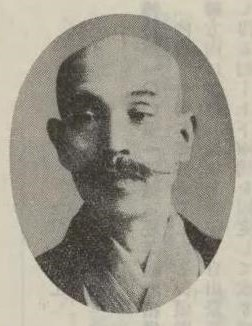
清水廣吉

清水廣吉（明治4年（1871年） - 没年不明）は、日本の発明家。
岐阜県古川町（現・飛騨市）出身。1890年（明治23年）に上京し、陸軍砲兵工廠に奉職した。
エンゲルベルグ精米機が国内の精米に不適当であることに着眼し、改良した精米機を発明した。清水が改良した精米機は、1955年頃まで日本では主流の精米機として使用された。
1926年（大正15年）に帝国発明協会の全国発明表彰により、有功賞が授与されている。

## 特許
- 特許第24450号 清水式無砂精米兼籾摺機